# Condado de Wake
O Condado de Wake (em inglês:  Wake County) é um dos 100 condados do estado americano da Carolina do Norte. A sede e maior cidade do condado é Raleigh. Foi fundado em 1791.
O condado possui uma área de 2 220 km², dos quais 2 163 km² estão cobertos por terra e 57 km² por água, uma população de 900 993 habitantes, e uma densidade populacional de 416,5 hab/km² (segundo o censo nacional de 2010). É o segundo condado mais populoso da Carolina do Norte.
Fazem parte do Condado 14 cidades e vilas, que possuem um clima subtropical úmido.